# Miguel Tello
Miguel Tello fou mestre de capella d'origen castellà a l'Espanya del segle xvii.
Nomenat mestre de capella de la catedral de Sevilla el 28 de març de 1673, sembla que sense oposició: «atendiendo a los informes… de diversas partes, confirmando todos en que el dicho Miguel Tello era el sujeto más a propósito, por su grande habilidad y buenas prendas, para ocupar el magisterio». Sense llicència del Cabildo, abandonà el carrec el dia 1 d'octubre de 1674 i el requeriren a Múrcia, on hauria anat el dia 1 de setembre de 1684, però ell no va acceptar. A la ciutat de Múrcia està documentada la seva estada el 1677, ja que Francisco Lizondo es refereix a ell com a mestre de capella de la ciutat en diverses cartes que escriu a Miguel de Irízar.

## Obres
Es conserven obres seves al fons de l'església parroquial de Sant Pere i Sant Pau de Canet de Mar (CMar).
Selecció d'obres referenciades al Diccionario de la Música Española e Hispanoamericana:
- Villancets: Ah del imperio del sol, 4V, ac, E:SE; Al baratillo, 4V, E:Bc; Amor, si eres apacible, 2V, ac, E:SE; Ay, que me abraso, 2V, ac,E:SE; Cielos, al cielo más puro, 4V, ac, E:SE; Huye, zagaleja,4V, E:E; Lamentad, padeced, 4V, ac, E:SE; Luciente aurora, 1V, ac, E:SE; Si desmayos padece la vista, 3V, E:Bc; Pastores yo vivo, Al amor pastores, 3V, ac; Al enfermo del amor, 3V, ac; Si de que tembleis mi Dios, 4V, ac.
- Motets: Sancte Ferdinande, 7V, ac, E:SE.
- Tons: Sacro febo, 3V, ac; A mi enamoradito, 4V, ac; Pastores de las selvas, 4V, ac.